# Nouveau château de Slains
Ne doit pas être confondu avec Vieux château de Slains.
Pour les articles homonymes, voir Bowness.
Le nouveau château de Slains ou château de Slains, en anglais New Slains Castle et Slains Castle, autrefois appelé Bowness, est un château en ruine du Royaume-Uni situé en Écosse, face à la mer du Nord, dans l'Aberdeenshire. Construit et modifié à partir de la fin du XVIe siècle après la destruction du vieux château de Slains, il est abandonné et laissé à l'état de ruine au début du XXe siècle.

## Géographie
Le nouveau château de Slains se trouve dans le Nord du Royaume-Uni, sur la côte orientale de l'Écosse, dans le Nord-Est du comté d'Aberdeenshire. La localité la plus proche est le village de Cruden Bay situé à quelques centaines de mètres à l'ouest, au sud de la ville de Peterhead,
. Non loin du château, au nord, se trouve le Slains Lodge. Sur la côte, à quelques kilomètres au sud sur un autre petit promontoire s'avançant dans la mer du Nord, se trouvent les ruines du vieux château de Slains (en).
Le château est édifié à l'entrée d'un petit promontoire dominant la mer du Nord et délimité par des falaises. Cette petite péninsule aux littoral déchiqueté est parallèle à la côte dont elle est séparée par le Long Haven, une longue et étroite crique. Les constructions longent le littoral Sud-Est, face à la haute-mer. Le site, entouré par des prairies, est accessible par deux chemins, l'un venant directement de Cruden Bay à l'ouest, l'autre venant de la route A975 au nord et où se trouve un parking,.

## Architecture

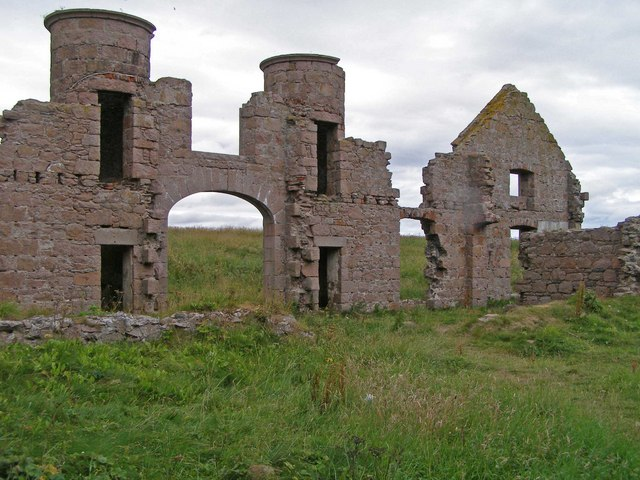
Vue de l'intérieur du château dans la partie la plus septentrionale en 2006.

Le château, en ruine, ne comporte plus que les murs,. Les bâtiments principaux ont une forme générale carrée avec une symétrie axiale représentée par une petite cour hexagonale. Autour d'elle s'articulent différentes pièces et espaces de circulation. L'entrée principale se trouve sur la façade orientée au sud-ouest. Dans le coin sud du château se trouve un donjon rectangulaire de 4,8 mètres de longueur et 2,5 mètres de largeur pour des murs d'une épaisseur de 1,2 mètre. Depuis le coin nord du château s'étirent d'autres bâtiments comportant des tours circulaires.

## Histoire
Le château commence à être édifié sous le règne de Jacques Ier d'Angleterre alors qu'il est roi d'Écosse de 1567 à 1625. Il comporte à l'origine le donjon rectangulaire et une petite cour préexistants appelés Bowness. Il est modifié et agrandi à de nombreuses reprises par les comtes d'Eroll (en), chefs du clan Hay : en 1664 avec l'ajout d'une galerie dans la cour, en 1707 avec la création d'une nouvelle entrée ou encore en 1836 et 1837 lorsqu'il est partiellement reconstruit, agrandi avec l'ajout de plusieurs ailes et que ses façades extérieures sont modifiées dans le Scottish baronial style avec du granit,. N'ayant plus les moyens financiers d'entretenir le château, le 20e comte d'Eroll le vend en 1916. Le nouveau propriétaire ne compte pas le maintenir en l'état ou le réparer et vend même les toits en 1925.
À la fin 2007, le site est clôturé en prévision de travaux visant à transformer le château en résidence de vacances comportant 35 appartements suivant un projet soutenu par le comté d'Aberdeenshire.

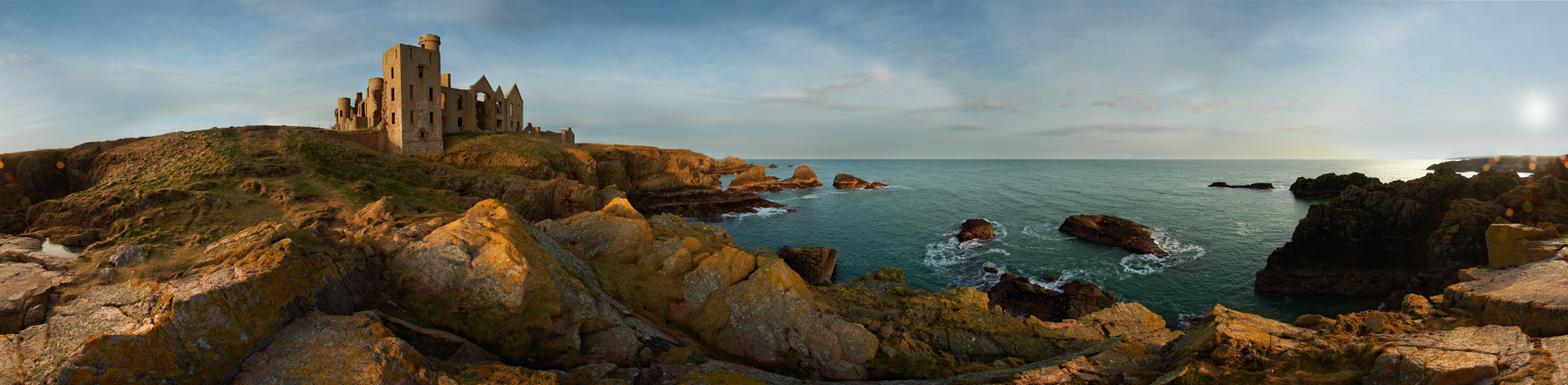
Vue du nouveau château de Slains au soleil couchant depuis le sud.